# ناریوس دل‌آلامو
نارییس دل آلامو دهستانی در استان آبیلای اسپانیا است.
در این دهستان ۱۵۱ نفر زندگی می‌کنند. مساحت این دهستان ۲۹٫۲۸ کیلومتر مربع است.